# Jacenty Derszniak
Jacenty (Jacek) Derszniak herbu Korczak (zm. w 1643/1644 roku) – starosta radoszycki w 1638 roku.
Poseł na sejm nadzwyczajny 1629 roku z ziemi przemyskiej, deputat do Trybunału Skarbowego w 1629 roku.